# Córrego Santa Lúcia
O córrego Santa Lúcia é um córrego do estado brasileiro do Espírito Santo, na bacia do rio Reis Magos. É um afluente do rio Timbuí.